# Кубенский, Михаил Иванович
Князь Михаил Иванович Кубенский (умер 1548/1550) — русский государственный и военный деятель, окольничий, наместник, боярин и воевода в правление Василия III Ивановича и Ивана IV Васильевича.

## Биография
Старший сын воеводы князя Ивана Семёновича Кубенского Большого и княжны Ульяны Андреевны Углицкой. Известен по трём прозвищам: «Озерецкой», «Шигоня» и «Поджогин». Имел брата боярина и дворецкого, князя Ивана Ивановича. В поколенной росписи поданной в 1682 году в Палату родословных дел у князя Ивана Семёновича Большого показаны два сына — Михаил и Иван Ивановичи. В родословнике А. Б. Лобанова-Ростовского показан ещё сын, который являлся бы братом Михаила Ивановича — князь Василий Иванович Кубенский-Шалуха (ум. 1527). Судя по обозначенному прозванию, он является сыном Ивана Семёновича Меньшого-Шалухи, что отмечено в родословнике М. Г. Спиридова и родословной книге из собрания М. А. Оболенского.
Князь Михаил Иванович Кубенский и Шигона-Поджогин в Древней российской вивлиофике упомянуты, как одно и тоже лицо, но по данным историка С. М. Соловьёву они были разными лицами.
В 1517 году участвовал в посольских церемониях. В 1518 году первый воевода войск правой руки в походе из Дорогобужа. В 1519 году назначен первым воеводой полка правой руки в русской армии под командованием князя Михаила Васильевича Горбатого в походе из Стародуба на Великое княжество Литовское. В 1522 году сопровождал великого князя московского Василия III Ивановича в походе на Коломну против крымских татар, послан вперёд для встречи Государя с коломенскими воеводами. В 1523 году отправлен первым воеводою к Опочке во главе полка правой руки. В том же году получил чин окольничего и в августе послан четвёртым воеводою из Нижнего Новгорода с царём Шигалеем против казанцев, области коих разорил.
В 1524 году первый воевода войск правой руки в судовой рати под командованием царя Шигалея и князей Ивана Фёдоровича Бельского и Михаила Васильевича Горбатого во время похода на Казанское ханство, где частыми приступами города Казани принудили жителей покориться. В 1525 году наместник в Торопце, где ведал сбором пошлин. В этом же году первый воевода Сторожевого полка в походе водным путём на Казань у снаряда (артиллерии). Имеются расхождения по году пожалования в боярство: в Российской родословной книге А. Б. Лобанова-Ростовского и родословной книге М. Г. Спиридова в 1525 году, в Русском биографическом словаре А. А. Половцева в 1526 году, по Б. Брехт в 1539 году.
В 1526 году присутствовал на второй свадьбе великого князя московского Василия III Ивановича на Елене Васильевне Глинской «ходил вторым перед великим князем, спал девятым у постели, ездил с новобрачными и на другой день вторым в мыльне мылся». В 1528 году вторично назначен наместником в Торопец, вновь послан к Казани на судах третьим воеводою Большого полка, объединившись с другими воеводами пришедших сухопутным путём, разбил казанцев и их союзников близ деревянной крепости на реке Булак и окружив город принудил жителей сдаться. В 1529 году находился среди других воевод «по крымским вестям» в Коломне и стоял первым воеводой на р. Оке, против Ростиславля. В 1530 году третий воевода «у наряду» Большого полка судовой рати во время нового похода русской армии на Казанское ханство. Казанский поход закончился неудачно, но князь Михаил Кубенский смог избежать опалы. В 1531 году «по крымским вестям» назначен третьим воеводой в Каширу, в июле в чине первого воевода стоял с полками на Оке, против Колычовского острова, а после отправлен воеводой к Казани у снаряда. В 1532 году отправлен с посольской миссией к изгнанному из Казани крымскому царевичу Ислам Гераю, чтобы взять у него присягу на верность Москве. Царевич Ислам Герай изъявил желание выйти служить великому князю московскому. Князь Михаил Кубенский принял от царевича шерть и объявил ему, что великий князь Василий III принимает Ислама в службу и братство и называет его своим сыном.
В 1533 году присутствовал в числе ближайших бояр при кончине великого князя Василия Ивановича. В 1533—1534 годах наместник в Пскове. В декабре 1534 года командовал полком правой руки в русской рати под предводительством Бориса Ивановича Горбатого и Василия Андреевича Шереметева, выступившей из Новгорода и Пскова в поход на пограничные литовские владения. В 1535 году второй воевода, отправлен из Коломны на р. Угру, в октябре первый воевода войск правой руки в походе из Новгорода на Литву. Выехав из Опочки воевал Полоцкие, Витебские и Бряславские области, города Осиновец, Сенну и Латыгошев, а сойдясь с московскими воеводами воевал до Вильны, потом с войском пошёл на пограничные лифляндские земли. В 1536 году первый воевода войск правой руки в походе из Новгорода против литовцев. В 1537 году в связи с подготовкой к казанскому походу отправлен с полком из Владимира в Муром, а оттуда переведен первым воеводой в Мещеру, а по соединению муромских и мещерских воевод велено ему быть воеводой войск правой руки. В 1538 году назначен вторым воеводой большого полка в Коломне. В следующем 1539 году первый воевода, командовал передовым полком в Коломне.
В сентябре 1540 года ездил с Государём на богомолье в Троице-Сергиев монастырь. В 1541 году во время нападения на южнорусские земли крымского хана Сахиб Герая отправлен третьим воеводой с большим полком из Коломны в Ростиславль, в июле на Оке отбивали войска крымского хана и принудили их уйти из Российских пределов. В 1542 году участвовал в заговоре князей Шуйских против регента, князя Ивана Фёдоровича Бельского. В 1543 году — третий воевода в большом полку в Коломне. В марте 1544 года первый воевода второго Передового полка в Казанском походе против луговых черемис, а потом назначен вторым воеводой большого полка в Коломне. В 1546 году его старший брат, боярин Иван Иванович был казнён. В 1547 году во время похода царя Ивана Васильевича против крымских татар в Коломну, среди других бояр, оставлен в Москве, чтобы охранять царскую семью и казну. В 1548 году во время первого царского похода на Казань Михаил Кубенский оставлен в Москве, в ноябре на свадьбе князя Юрия Васильевича и княжны Палецкой ездил с новобрачными к венцу и по монастырям, а по прошествии трёх дней ходил с ними к Государю звать его на обед к новобрачным. В этом же году первый воевода в Галиче. В апреле 1549 года третий воевода войск правой руки в шведском походе. В 1550 года пятый воевода войск правой руки в походе к Полоцку.
Умер 6 июня 1550 года и был похоронен в Кирилло-Белозерском монастыре в Успенском соборе. Жена, МАРИЯ, похоронена в подклете собора Смоленского Образа Богородицы Новодевичьего монастыря.

## Семья
Женат на Марии. Дети:
- Дмитрий (около 1540)
- Василий (около 1540)
- Елена (до 1540 — 30 мая ?), жена Петра Васильевича Морозова